# ناتان ادووا
ناتان ادووا (انگلیسی: Nathan Oduwa؛ زادهٔ ۵ مارس ۱۹۹۶) بازیکن فوتبال اهل بریتانیا است.
از باشگاه‌هایی که در آن بازی کرده‌است می‌توان به باشگاه فوتبال کولچستر یونایتد، باشگاه فوتبال رنجرز، باشگاه فوتبال تاتنهام هاتسپر، و باشگاه فوتبال لوتون تاون اشاره کرد.
وی همچنین در تیم‌های ملی فوتبال زیر ۱۷ سال انگلستان، زیر ۱۸ سال انگلستان، زیر ۲۰ سال انگلستان، و زیر ۲۳ سال نیجریه بازی کرده‌است.